# LZ 127 Graf Zeppelin
L'LZ 127 Graf Zeppelin fu un dirigibile rigido costruito in 21 mesi dalle officine Zeppelin di Friedrichshafen, entrato in servizio il 18 settembre 1928. Il Graf Zeppelin fu l'aeronave per il trasporto passeggeri che ebbe maggior successo in quel periodo.
Originariamente costruito come aeronave sperimentale, l'LZ 127 si dimostrò così affidabile che fu presto utilizzato per i viaggi spettacolari che lo resero famoso, tra cui il giro del mondo e la traversata artica, che fecero da traino pubblicitario per i primi voli di linea transatlantici.

## Il progetto
Per finanziarne la costruzione, il dottor Hugo Eckener fece una tournée promozionale con l'equipaggio dell'LZ 126 (consegnato alla US Navy dove prestò servizio come USS Los Angeles ZR-3). Questa iniziativa fruttò donazioni per 2,5 milioni di Reichsmark, che coprirono circa il 30% dei costi complessivi. Il Governo tedesco coprì un ulteriore 30%, e la Luftschiffbau Zeppelin GmbH investì circa 3 milioni. I costi complessivi furono quindi di circa 8,3 milioni di Reichsmark.
L'LZ 127 "Graf Zeppelin" fu varato l'8 luglio 1928, in occasione del 90º anniversario della nascita di Ferdinand Graf von Zeppelin, fondatore della ditta, alla presenza di sua figlia, la contessa Hella von Brandstein-Zeppelin. Il progetto del LZ 127 Graf Zeppelin era un'evoluzione del LZ 126. La differenza più evidente era la maggior lunghezza, 236,6 m contro 200,0 m, mentre il diametro era simile, con il Graf Zeppelin largo quasi 3 m in più rispetto al predecessore. Questa scelta di mantenere un diametro simile, rispetto ad un significativo allungamento dell'aeronave, era obbligata dall'hangar in cui era avvenuto l'allestimento del dirigibile: ai fianchi dell'aeronave non restava che un metro di spazio dalle pareti, mentre dal tetto mancavano solo 65 cm. Questa scelta comportò che il Graf Zeppelin avesse un rapporto lunghezza/diametro non molto vantaggioso: era troppo sottile per quella lunghezza, il che non consentiva di sfruttare al meglio le capacità di carico di un'aeronave di quelle dimensioni.
Altra differenza significativa rispetto al LZ 126 era l'adozione di una nuova lega di duralluminio, ricoperta di una vernice a base di zirconio come protezione contro l'ossidazione. Per il resto i due zeppelin erano concettualmente simili. Adottavano entrambi 5 motori ad elica, che spingevano in configurazione 2: 2: 1; la coppia in posizione più avanzata era installata più esternamente. I motori erano Maybach VL2, 12 cilindri a V che potevano essere alimentati sia a benzina, sia a gas.
Simili erano anche le lunghe gondole di comando, che ospitavano, oltre al ponte di comando e alla sala radio, anche gli alloggi per i passeggeri. La soluzione di allungare la gondola in modo da rendervi possibile l'alloggiamento dei passeggeri era stata introdotta dalla Luftschiffbau Zeppelin GmbH con l'LZ 120 Bodensee (poi Esperia), il primo zeppelin civile postbellico. I primi zeppelin passeggeri disponevano di una cabina interna ricavata nella parte centrale dell'involucro. Solo con l'LZ 129 Hindeburg i progettisti tedeschi sarebbero tornati a questa soluzione, che consentiva di realizzare ambienti passeggeri più ampi.
Come i suoi predecessori fu costruito a Friedrichshafen dal cantiere aeronavale Luftschiffbau Zeppelin GmbH. Il comandante Hugo Eckener mise in servizio l'aeronave il 18 settembre 1928, per la DELAG (Deutsche Luftschiffahrts-Aktiengesellschaft - Società Tedesca Dirigibili da Trasporto).

## L'allestimento interno

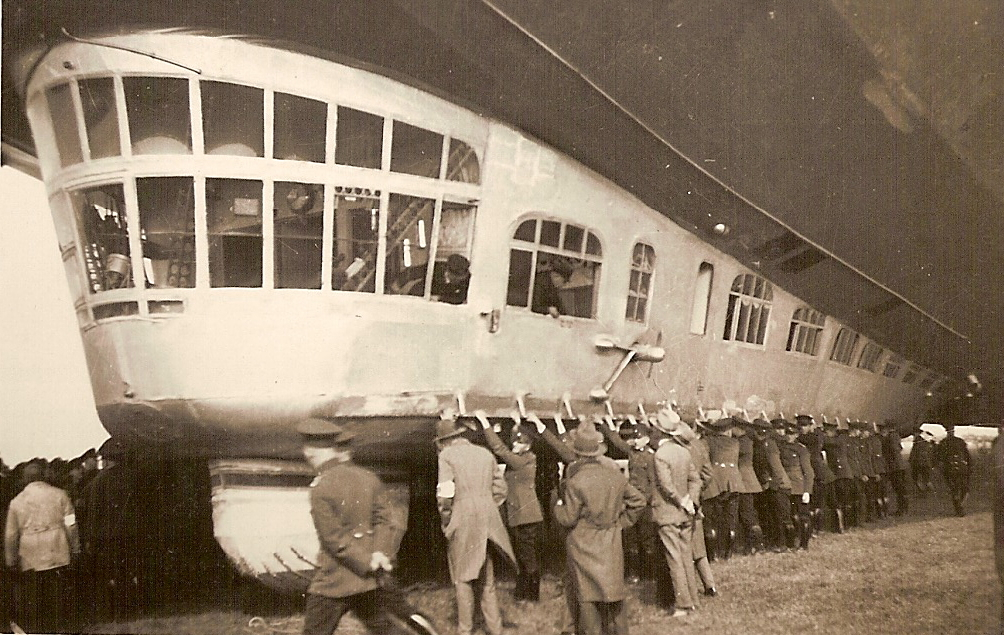
La gondola del Graf Zeppelin, sotto la prima e la seconda finestra si nota l'elica del generatore in posizione ritratta

La gondola del Graf Zeppelin misurava 30 metri di lunghezza e nel punto di larghezza massima 6 metri. Sul lato di dritta si apriva la porta di accesso. Da qui si dipartiva un breve corridoio: verso sinistra si apriva la porta della sala comune per i passeggeri che fungeva anche per sala da pranzo; a destra la sezione comando, con cabina radio, sala carte, un piccolo quadrato ufficiali, cabina comando e la cucina, munita di un piano di cottura a piastre elettriche e di due forni, anch'essi elettrici. La sala comune, che misurava circa 5 metri per 6, ospitava una coppia di tavoli da 4 persone ed una coppia di tavoli da 6 persone, ove veniva servito il pranzo. A differenza dei grandi dirigibili transatlantici per servizio passeggeri, come il successivo LZ 129 Hindeburg ed i contemporanei britannici R100 ed R101, che avevano sale da pranzo e passeggiate, il Graf Zeppelin disponeva di quest'unico ambiente per i passeggeri. In fondo alla sala da pranzo si apriva il corridoio delle cabine. Qui si affacciavano cinque cabine per lato, tutte dotate di una finestra, ciascuna arredata con un divano letto, il cui schienale poteva diventare un secondo letto. Completavano il comfort per i passeggeri un piccolo scrittoio ed un guardaroba.
Alle cabine seguivano i due bagni passeggeri, uno per gli uomini ed uno per le donne, con servizi dotati di acqua calda. In fondo al corridoio, dove la gondola principale si raccordava con l'involucro, si trovavano le cabine per gli steward, e l'accesso alla passerella principale, che percorreva tutto il dirigibile da prua a poppa lungo il fondo dell'involucro. Una seconda passerella era ricavata nel telaio longitudinale principale, spina dorsale del dirigibile che percorreva l'aeronave in tutta la sua lunghezza ad 1/3 del diametro dell'involucro. Se gli steward, che dovevano restare a disposizione dei passeggeri alloggiavano nella gondola principale, il resto dell'equipaggio aveva gli alloggi all'interno dell'involucro, lungo la passerella inferiore, in posizione centrale tra i motori intermedi ed il motore di poppa. Lungo la passerella inferiore anche la stiva e i serbatoi per carburante, acqua di zavorra e gas di riserva. Per accedere alla passerella inferiore, oltre che dal fondo della gondola di comando, era disponibile una scaletta verticale situata nella sala carte. Altre scalette consentivano l'accesso alle gondole motore.
Lungo la passerella superiore posta nel telaio longitudinale, si trovavano l'accesso alla piattaforma di osservazione, posta sulla sommità dell'involucro, ed i condotti di ventilazione e scarico. Sul fondo della gondola e sul motore di coda erano installati due "paraurti" di gomma gonfiabili. Questa coppia di “palloni ammortizzatori”, muniti di una camera d'aria che veniva gonfiata in fase d'atterraggio, rappresentava l'unico punto di contatto del dirigibile a terra. Ereditati dai primi zeppelin, nell'Hindeburg sarebbero stati sostituiti da una ruota sterzante con ammortizzatore che fungeva da carrello d'atterraggio.
Lungo la gondola erano installate due eliche che, azionate dal flusso d'aria, alimentavano tramite dinamo due gruppi di batterie. Il primo gruppo alimentava l'apparato radio; la stazione dell'LZ 127, servita da tre operatori, era allora la più grande che fosse mai stata installata su un velivolo, e si occupava sia delle comunicazioni radio di servizio, sia di trasmettere telegrammi privati dei passeggeri. Il secondo gruppo di batterie invece forniva l'energia per l'illuminazione a bordo funzionando anche come riserva.

## Viaggi principali

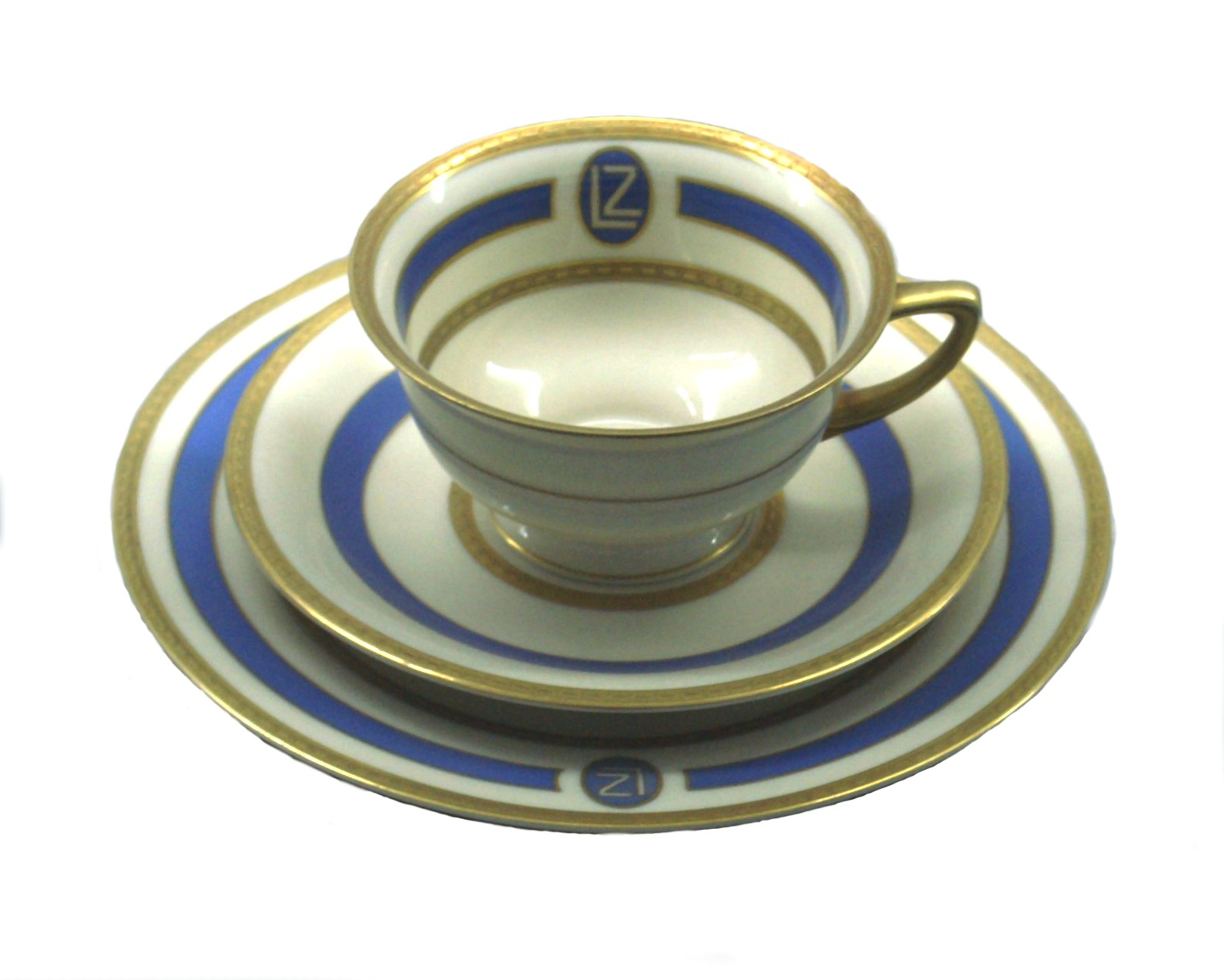
Servizio di bordo dell'LZ 127 con il monogramma "LZ", anno 1928. L'arredamento fu disegnato da architetti e designer di nome, quale lo si sarebbe trovato in un hotel di lusso.

Dall'11 al 15 ottobre 1928, un mese dopo il primo volo, il Graf Zeppelin effettuò la sua prima traversata atlantica. Partito da Friedrichshafen alle 07:54 dell'11 giunse alla base di Lakehurst nel New Jersey la mattina del 15 ottobre, avendo percorso 9.926 km in 111 ore. Nonostante i venti contrari che avevano rallentato il viaggio, Eckener bissò il successo della trasvolata dell'LZ 126 compiuta quattro anni prima. Il giorno successivo, il 16 ottobre, si svolse per le strade di New York una ticker-tape parade, in onore del dirigibilista tedesco e del suo equipaggio.

### Il giro del mondo (1929)
Il giro del mondo ebbe luogo dal 1º agosto al 4 settembre 1929, con tappe a Tokyo, Los Angeles e Lakehurst presso New York. In 35 giorni e 6 tappe vennero percorsi complessivamente 49.618 km.
Il viaggio cominciò con il trasferimento da Friedrichshafen agli Stati Uniti. Il punto di partenza e di arrivo per il giro del mondo era stato deciso dal magnate statunitense William Randolph Hearst, che in cambio del finanziamento del viaggio si era assicurato l'esclusiva per i reportage giornalistici da bordo. La partenza fu la mattina del primo agosto alle 3.30 da Friedrichshafen. L'LZ 127 volò sopra la Spagna e da lì sull'Oceano Atlantico, dove incappò in violente tempeste. Il Graf Zeppelin fece alcuni giri su New York prima di dirigersi a Lakehurst, il punto di partenza per il giro del mondo. Questa prima tappa durò 95 ore e 22 minuti.
La sera del 7 agosto cominciò il giro del mondo americano, cioè con partenza e ritorno a Lakehurst. L'aeronave fece rotta di ritorno verso Friedrichshafen, dove arrivò il 10 agosto.
Il 15 agosto cominciò il giro del mondo tedesco, cioè con Friedrichshafen come punto di riferimento per partenza e arrivo. Il Graf Zeppelin arrivò a Tokyo il 19 agosto. Il volo durò 101 ore e 49 minuti. Nella capitale giapponese l'equipaggio e i passeggeri furono ricevuti dal governo nella residenza estiva dell'imperatore. L'aeronave ripartì il 23 agosto e dopo 68 ore di volo sull'oceano Pacifico raggiunse San Francisco, e il mattino successivo atterrò a Los Angeles: questo fu il primo volo senza scalo di un aeromobile sopra l'oceano Pacifico. Il Graf Zeppelin infine si diresse a New York, dove volò intorno alla Statua della Libertà e ricevette una grandiosa accoglienza. Qui finì, il 19 agosto, dopo 21 giorni, il giro del mondo americano.
Durante il breve soggiorno a New York, Hugo Eckner disegnò sul globo storico della città la rotta del Graf Zeppelin, e fu ricevuto dal presidente statunitense Herbert Hoover.
Il viaggio di ritorno verso Friedrichshafen cominciò il 1º settembre alle 7.18. La rotta passava per l'Atlantico, le Azzorre, la Spagna e la Francia. Dopo 4 giorni e 19 ore, l'LZ 127 raggiunse Costanza la mattina del 5 settembre. La popolazione anche qui riservò all'aeronave una calorosa accoglienza. Circa 40 000 spettatori salutarono l'aeronave al termine del giro del mondo tedesco. Questo viaggio dimostrò che lo Zeppelin era adatto al servizio passeggeri.
Tra i passeggeri, in questo viaggio, c'era anche Charles E. Rosendahl, un alto ufficiale dell'aviazione della marina americana e la giornalista britannica Lady Grace Marguerite Hay Drummond-Hay, unica donna a bordo e perciò la prima a circumnavigare il mondo per via aerea.

### Viaggio al polo nord (1931)
Già nel luglio 1930 Hugo Eckener aveva intrapreso col Graf Zeppelin un viaggio di tre giorni verso la Norvegia e l'isola Spitsbergen, per testare il comportamento del dirigibile in condizioni ambientali artiche. Poco dopo fu effettuato un viaggio di tre giorni verso l'Islanda; ambedue i viaggi trascorsero senza problemi tecnici degni di nota.
L'idea di incontrarsi al polo nord con un U-Boot dell'esploratore Hubert Wilkins dovette essere accantonata, dopo che il vecchio sottomarino di Wilkins fu affondato nel fiordo di Bergen, a seguito di ripetuti problemi tecnici.
Eckener allora cominciò a progettare l'incontro con una nave di superficie. Il finanziamento dell'impresa doveva essere assicurato tramite uno scambio postale con la nave con la creazione di un timbro postale speciale Polo Nord. Data la pubblicizzazione dell'impresa, furono presto venduti francobolli per 200 000 marchi e raccolte 75 000 lettere da tutto il mondo per 300 kg di peso. La nave partner, il rompighiaccio sovietico Malygin, sul quale era ospite anche Umberto Nobile, trasportava circa 120 kg di posta. Solo con la vendita dei francobolli fu coperta la maggior parte delle spese. Il rimanente fu coperto dalla dall'associazione internazionale Aeroarctic e dalla casa editrice Ullstein, che si era assicurata l'esclusiva sui reportage da bordo.
Il Graf Zeppelin fu estensivamente modificato da nave passeggeri a laboratorio volante per ospitare i numerosi apparecchi di rilevamento e le attrezzature scientifiche per la missione polare. Una cabina di poppa fu convertita in laboratorio geomagnetico, in un'altra cabina fu rimosso il pavimento ed installata una macchina fotografica panoramica, costruita appositamente, dotata di nove obiettivi per il rilevamento fotografico oltre a due macchine stereofotografiche della ditta Zeiss per la fotogrammetria. Il viaggio durò una settimana, dal 24 al 31 luglio 1931. Il Graf Zeppelin percorse 10.660 km (di cui 8600 senza scalo), con una velocità media di 88 km/h, malgrado alcuni inconvenienti ai motori.

#### Rotta del viaggio
1. Friedrichshafen–Berlino – 600 km in 8 ore (75 km/h)
2. Berlino–Leningrado – 1 400 km in 16 ore (87 km/h)
3. Leningrado–Kanin – 1 300 km in 12 ore (108 km/h)
4. Kanin–Terra di Francesco Giuseppe – 1 200 km in 18 ore (67 km/h)
5. Terra di Francesco Giuseppe–Nordland–Tajmyr–Novaja Zemlja – 2 400 km in 32 ore (75 km/h)
6. Nowaja Semlja–Leningrado – 2 300 km in 25 ore (92 km/h)
7. Leningrado–Berlino – 1 400 km in 13 ore (108 km/h)
8. Berlino–Friedrichshafen – 600 km in 8 ore (75 km/h)

#### Obiettivi del viaggio
- Testare il Graf Zeppelin in condizioni artiche.
- Ricerche scientifiche e geografiche sulla regione artica:
  - Misurazione del cambiamento del campo magnetico ad alte latitudini.
  - Rilevazioni meteorologiche (tra cui il rilascio di palloni meteorologici).
  - Ripresa fotografica di una vasta estensione di territorio (cosa che avrebbe richiesto anni, se fatta dalla superficie).

Tutti i partecipanti furono soddisfatti del confortevole viaggio, la temperatura interna non scese mai al di sotto dei 5 °C, e l'aeronave aveva dimostrato di essere adatta al clima polare anche se non poté superare la latitudine 82° Nord per limiti assicurativi.

### Viaggio in Egitto e Palestina (1931)
Il Graf Zeppelin effettuò un viaggio in Egitto e in Palestina tra il 9 e il 13 aprile 1931.
L'aeronave partì da Friedrichshafen il 9 aprile 1931, sotto il comando di Hugo Eckener. La rotta seguì la valle del Rodano e continuò sorvolando La Corsica, la Sardegna, la Sicilia e Malta. La mattina del 10 aprile alle 5.15 furono raggiunte le coste libiche nei pressi di Bengasi. il volo proseguì verso Alessandria d'Egitto, Il Cairo e le piramidi di Giza. La mattina dell'11 aprile il Graf Zeppelin attraccò all'aeroporto di Almaza, presso il Cairo, davanti a 30 000 spettatori entusiasti che dovettero essere tenuti a distanza con gli idranti. Dopo una breve sosta l'aeronave fece rotta verso Gaza e alle ore 10 arrivò a Gerusalemme, dove si fermò sopra il Santo Sepolcro, spegnendo i motori e sostando in silenzio per qualche minuto. Quindi si diresse di nuovo verso l'Egitto, dove fece un breve scalo ancora ad Almaza e da dove ripartì alle 17.30. Nella notte tra l'11 e il 12 aprile sorvolò Tripoli e il mar Mediterraneo, raggiungendo all'alba Creta. La rotta di rientro seguì la costa greca occidentale e quella dalmata. Alle 21.30 il Graf Zeppelin sorvolò Zagabria, e nella notte Vienna, Passau, Augsburg e Ulm. Alle ore 7 del 13 aprile l'aeronave rientrò alla base a Friedrichshafen, dopo aver percorso 9600 km in 96 ore di volo in cui aveva sorvolato 14 paesi su tre continenti.

## Servizio transatlantico

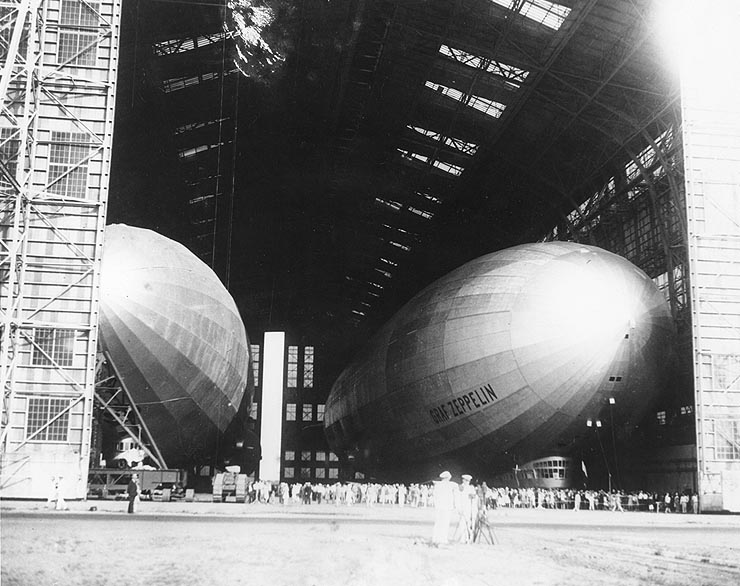
LZ 126 e LZ 127 nell'hangar di Lakehurst

La prima traversata atlantica ebbe luogo già dall'11 al 15 ottobre 1928, tre mesi dopo l'entrata in servizio; era il settimo viaggio dell'aeronave, che arrivò negli USA in 111 ore e 44 minuti. Eckener non scelse una data a caso: coincideva infatti con i festeggiamenti per l'anniversario della scoperta dell'America, per attirare l'attenzione del pubblico sul viaggio.
Sotto Hugo Eckener, tra il 1931 e il 1937 fu effettuato un regolare servizio tra la Germania e il Brasile, talvolta con scalo in Spagna, a Siviglia. All'epoca, su questa tratta, era il collegamento aereo più veloce, e l'unico senza scalo. Il Graf Zeppelin fu il pioniere del volo transatlantico. Venivano effettuati inoltre voli interni all'Europa, e verso il Nordamerica.
Fino al dicembre 1935 l'aeronave aveva percorso 1,35 milioni di chilometri, e trasportato 12.000 passeggeri.
Il successore doveva essere l'LZ 128, la cui costruzione fu annullata a seguito dell'incidente del dirigibile britannico R101, che rese manifesti i rischi dell'idrogeno. Il vero successore fu quindi l'LZ 129 Hindenburg, inizialmente previsto per essere riempito d'elio.

## Prestazioni e record

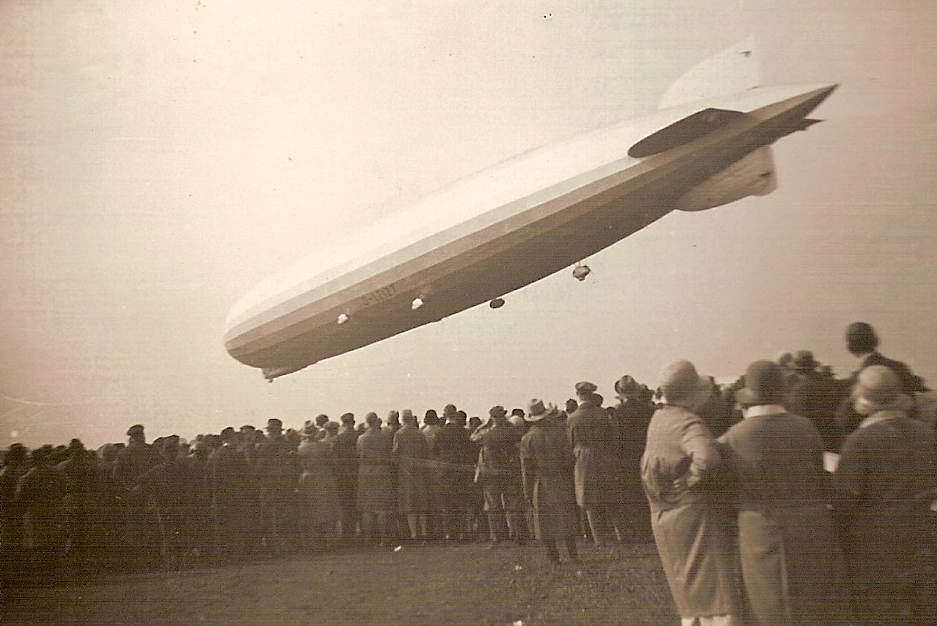
Folla in attesa dell'atterraggio, 1930 circa

L'aeronave percorse complessivamente 1,7 milioni di chilometri nel corso di 590 viaggi (senza mai un incidente), per un totale di 17.177 ore di volo (quasi due anni). Compì 143 traversate atlantiche e una del Pacifico. Furono trasportati trentaquattromila passeggeri (di cui 13.110 paganti) e 78.661 kg di merci.
LZ 127 Graf Zeppelin detiene tuttora due record mondiali FAI:
- più lunga distanza coperta da un dirigibile con 6.384,50 km[17];
- più lungo periodo di volo con 71 ore[17];

Ambedue i record furono realizzati il 1º novembre 1928 nel viaggio da Lakehurst a Friedrichshafen. Tuttavia non rappresentano le migliori prestazioni in assoluto, poiché altri viaggi, come il volo di 118 ore per Recife del novembre 1935 (l'atterraggio fu ritardato per disordini politici), così come i record realizzati da dirigibili militari, non sono riconosciuti dalla FAI.

## La fine
Il Graf Zeppelin si trovava in volo sull'Atlantico, di ritorno da Recife, quando l'operatore radio ricevette la notizia dell'incidente dell'Hindenburg. L'equipaggio fu subito informato dal comandante von Schiller, mentre la cosa fu nascosta ai passeggeri fino al loro arrivo a Friedrichshafen, l'8 maggio 1937. La Deutsche Zeppelin Reederei stabilì di sospendere i voli passeggeri fino all'accertamento delle cause dell'incidente. 
Il 18 giugno l'aeronave fu portata a Francoforte e ormeggiata in un hangar: questo fu il suo ultimo viaggio. Il Graf Zeppelin fu messo fuori servizio il 19 luglio 1937. Dopo la rimozione dell'idrogeno servì da attrazione turistica: molte persone pagavano il biglietto per poterlo visitare.
Con lo scoppio della seconda guerra mondiale, l'aeronave, benché ancora efficiente, fu smantellata a Francoforte nel 1940, insieme all'LZ 130 Graf Zeppelin II.
Lo smantellamento fu giustificato con il bisogno di recuperare l'alluminio della struttura interna per le esigenze dell'industria bellica. Tuttavia non c'era un'obiettiva necessità di far saltare in aria l'hangar (6 maggio 1940). Il ministro dell'aviazione Hermann Göring non aveva mai fatto mistero della propria avversione per i dirigibili. Durante una visita, poco prima della distruzione, dalla gondola dell'aeronave disse ai giornalisti e a i fotografi radunati sotto: 
| «Photographiert nur, diese Aufnahmen werden Seltenheitswert haben.» (Hermann Göring) | «Fotografate ora, ché queste riprese diverranno presto delle rarità.» (Hermann Göring) |

## Curiosità
- Durante i viaggi verso il Sud America, analogamente a quanto avveniva per i grandi transatlantici, veniva organizzata una piccola cerimonia per il battesimo del primo passaggio dell'equatore, con la quale veniva consegnato ai passeggeri un attestato.[18]
- Anche gli zeppelin tedeschi furono protagonisti di alcuni test su caccia parassiti negli anni trenta[19]. Dopo gli esperimenti statunitensi che avevano portato allo sviluppo delle portaerei volanti ZRS-4 USS Akron e ZRS-5 USS Macon la nascente Luftwaffe s'interessò di un simile impiego per i dirigibili della Deutsche Zeppelin-Reederei GmbH (DZR), che culminarono con una prova di lancio di un Focke-Wulf Fw 44 Stieglitz[20]. Sull'impiego dell'LZ 127 si hanno poco notizie, comunque il dirigibile venne impiegato in prove di lancio di alianti.[21]